# Räddningsstation Hasslö
Räddningsstation Hasslö är en av Sjöräddningssällskapets räddningsstationer.
Räddningsstation Hasslö ligger i hamnen på södra delen av Hasslö. Den inrättades 1979 och har 12 frivilliga. 
Räddningsstation hade tidigare på lån från Försvarsmakten en Stridsbåt 90E från maj 2000. Denna togs tillbaka av Försvarsmakten 2006.

## Räddningsfarkoster
- 12-06 Rescue Michano, ett 12 meter långt, täckt räddningsfartyg av Victoriaklass, byggt 2008
- Rescue Cecilia Bratt av Gunnel Larssonklass, byggd 2016
- Rescue S-30, en täckt Ivanoff Hovercraft svävare, byggd 2021